# 大河平事件
大河平事件（おこびらじけん）、または大河平騒動（おこびらそうどう）は、1877年（明治10年）の西南戦争の最中に発生した、飯野郷（現・宮崎県えびの市）大河平地区の薩軍参加士族による惨殺事件である。

## 事件の概要

### 大河平地区の焼亡
1877年（明治10年）、薩摩藩士族の明治政府に対する不満から西南戦争が勃発した。鹿児島県飯野（1883年以降に宮崎県へ編入）の大河平地区は戦国時代後期より薩摩藩島津氏の領内にあり、大河平地区の壮年の士族らも薩軍に加わっていたが、官軍との戦闘による負傷に伴い帰郷する者が少なくなかった。大河平地区の領主である大河平氏14代隆芳の嫡子鷹丸も戦傷に伴い、鹿児島の本邸ではなく大河平の別邸へ戻って、妻である歌、長男の立夫（5歳）と次男の左彦（3歳）の二人の男子、長女の久米（10歳）と次女の英（8歳）、三女の時（7歳）、および生後数ヶ月の乳児だった四女の悦と共に在った。
その最中、官軍が人吉盆地に及び、薩軍は小林に本営を置きつつ、川内川を挟み対峙する形となる。薩軍は官軍が大河平に入ることを危惧し、鷹丸へ大河平の全村を焼亡するよう命じた。5月4日の戌亥の刻（20時から22時頃）、各村ではちょうど、端午の節句に向けてのちまき造りの最中にあり、また鷹丸と同じく薩軍に参加し戦傷により戻った者も少なくなかったが、鷹丸は従者数人を伴いまずは自らの別邸を焼くと、元屋敷・平木場までの60余村を次々と全焼させた（鍋倉の村のみ、明け方となったために実行されず）。
6月13日、飯野越えを守備していた薩軍が敗戦し、参加していた大河平家の臣下の川野通貫・清藤泰助らは大河平へ帰り着くが、彼らは村々の焼亡に関して全く聞かされておらず、灰燼に帰した郷村に驚愕する。特に大河平家の山林・原野・田畑の管理の一切を任されていた川野の憤激甚だしく（以前に材木の盗難のことで鷹丸に叱責されており、宿怨を持っていたともされる）、鷹丸一行を追いかけて、翌日に才谷の陣の岡にて追いついた。すると、清藤が鷹丸の従者一人を斬殺、川野も鷹丸へ斬りかかる。鷹丸はどうにか逃げ遂すと、残る従者一人を連れて鍋倉の親戚の家へと逃げ込んだ。

### 一家斬殺
6月15日、鷹丸の妻・歌と子供らは異変を察し、従者8名と共に鷹丸の逃れた鍋倉の家へ向かったが、敢え無く川野らに発見された。川野らは凶徒と化し、鷹丸の妻子へ斬りかかる。鷹丸はこれを阻止すべく川野らへ斬りかかったが、返り討ちにあい逆に斬り殺された。妻の歌は自らの乳児を抱きかかえて逃げるも、追いつかれて斬殺され、乳児も首を切られて殺された。長女は3歳の次男を背負って逃げるところを、重ね合わせて突き殺され、5歳の長男は喉を貫かれて絶命した。
辛うじて生き延びたのは次女の英と三女の時、更に従者のセツの三名のみであった。英は時を逃がすべく凶徒に立ち塞がり、断崖より飛び降りたが木の枝により命拾いし、逃亡する途中で偶然セツと出会う。二人は日が暮れてから小林へ向かい、小林の薩軍により鹿児島の本邸にいた祖父・隆芳の元へ送り届けられた。一方の時も、凶徒に殺されんとした折に薩軍と出くわし、同じく鹿児島へ無事に送り届けられた。
また、鷹丸の従者が川野らの襲撃前に家の裏口より逃れ、小林から霧島を東回りに迂回して鹿児島入りしており、事の仔細は隆芳、並びに鹿児島の薩軍の知るところとなった。一方、鷹丸らを斬殺した川野らは、6月17日に官軍へ投降した。

### 隆芳の報復
隆芳は一族郎党を率いて大河平へ急行、惨劇の有様を目の当たりとする。隆芳らは鷹丸の仇と称して、また薩軍は川野らが官軍に投降したことから大河平士族の官軍内通を疑い、大河平士族の拿捕を決定する。それを知った大河平士族の村岡十郎左衛門・渡辺七郎兵衛の二人は、小林の薩軍本営へ出向くと、自身の子らは薩軍に参加し各地を転戦しており、官軍に内通する筈がないと述べたが、大河平士族と言う理由だけで斬殺された。
薩軍の攻撃に抵抗した者は討ち死に、そうでない者は逃亡に及んだ。また、隆芳は士族の妻子を捕えると宮崎へ送って処断、更に米穀を奪い牛馬を屠殺した。無事に逃れた者のうち、狗留孫峡を越えた老人・女・子供30余人は坪屋村の官軍に投降した。また、官軍に投降するのを危惧した者達は、球磨の大畑方面へ逃れて農家の世話になり、そこで田植えや雑草取りなどを手伝いながら9月頃まで匿われた。

### 凶徒らの処分
西南戦争終結後、隆芳は鷹丸を殺害した者達を告訴する。このとき、川野は密かに逃亡しており、それを除く全員が逮捕された。但し、清藤はその収監中に脱獄する。
1879年（明治12年）、首謀者の川野・清藤の二人を欠いたまま鹿児島裁判所にて判決、凶徒らに懲役1年が言い渡される。隆芳はこれを不服とし長崎上等裁判所へ上告、更に多額の私財を投じて、逃亡中である川野と清藤を探索させた。うち川野は、高鍋の山中に潜んでいるところを発見されて引き渡された。川野には1881年（明治14年）9月、三度目の裁判にて死刑が宣告された。
また、隆芳は裁判費用ならび、川野・清藤捜索費用捻出のために、所有していた7,800haの領地のうち立木200haをフランス人実業家のデニーラリューに売却するが、後にこれが、宮崎県初の労働争議となるフランス山事件へと繋がっていく。